# Dystektikum

Phasendiagramm einer Schmelze der Komponenten A und B. Es treten zwei Eutektika E (blau) und ein Dystektikum D (rot) durch Bildung des Mischkristalls A_{n}B_{m} auf.

Als ein Dystektikum oder einen dystektischen Punkt (griechisch δύς dys- schlecht, τήκω teko schmelzen) bezeichnet man ein lokales Maximum der Liquiduslinie in einem Schmelzdiagramm.

## Namensherkunft
Der Begriff Dystektikum leitet sich ab von der geringen Eignung intermetallischer Verbindungen als Werkstoffe, da bei diesen grobkristalline Gefüge entstehen, deren Festigkeit gering ist.

## Bedingungen
Voraussetzung für die Beobachtung eines Dystektikums ist, dass zwei (seltener mehrere) nicht mischbare Komponenten A und B einen Mischkristall mit einer konstanten stöchiometrischen Zusammensetzung AnBm bilden. Dieser steht mit der Schmelze am dystektischen Punkt im Gleichgewicht. Hieraus folgt, dass der Mischkristall eine kongruent schmelzende Verbindung sein muss: Er besitzt somit eine definierte Schmelztemperatur und darf sich somit nicht unterhalb des Schmelzpunktes zersetzen, was die Ausbildung eines Peritektikum zur Folge hätte. Der Mischkristall kann keine Mischphasen mit den Komponenten A und B ausbilden, sodass es zur Entstehung zweier Eutektika kommt. Dies ist auf die unterschiedliche Kristallstruktur der Ausgangskomponenten und des Mischkristalls zurückzuführen (Beispiel: Mg: Hexagonal, Ge: Diamantstruktur, Mg2Ge: Fluorit-Struktur).
Eine Besonderheit eines Dystektikums gegenüber einem Eu- oder Peritektikum ist, dass wenn die Verbindung AnBm sich in der Schmelze zersetzt, die Liquiduslinie am dystektischen Punkt stetig verläuft. Bei sich zersetzenden Mischkristallen wird dagegen eine unstetig verlaufende Liquiduslinie beobachtet.

## Vorkommen
Dystektika können für verschiedenste Zwei- oder Mehrkomponentensysteme beobachtet werden. Oftmals tritt ein dystektischer Punkt bei Schmelzen von Metallen auf, wenn diese beim Abkühlen intermetallische Verbindungen ausbilden (Beispiel: Entstehung von CaAl2 aus einer Calcium-Aluminium-Schmelze).
Verbindungen wie GaAs oder Mg2Ge zeigen jedoch auf, dass Dystektika nicht auf intermetallische Verbindungen limitiert sind. Oftmals kann ein dystektischer Punkt gar bei Mischungen von Nichtmetall-Verbindungen beobachtet werden, vorausgesetzt, es kommt zur Ausbildung von Assoziaten. Beispiele hierfür sind die Mischungen Resorcin/Harnstoff oder Phenol/Anilin.

## Anwendung
Dystektika können genutzt werden, um die Existenz bestimmter Verbindungen nachzuweisen. Die Hydrate der Schwefelsäure konnten anhand der Dystektika im Siedediagramm nachgewiesen werden.